# Otisco (jezioro)
Jezioro Otisco – jezioro w Stanach Zjednoczonych, w stanie Nowy Jork, w hrabstwie Onondaga. Jest najbardziej położonym na wschód jeziorem regionu Finger Lakes. 

## Opis jeziora
Powierzchnia jeziora jest równa 8,29 km², a wysokość lustra to 239 m n.p.m. Jezioro ma 8,7 km długości oraz 1,21 km szerokości. Średnia głębokość wynosi 10 m, a maks. – 20 m. Objętość wody w jez. to 79 000 000 m³ (21 000 000 000 galonów). Z jeziora wypływa rzeka Nine Mile Creek.
Jezioro Otisco w całości znajduje się w Hrabstwie Onondaga i graniczy z miastami Otisco, Marcellus i Spafford. Dział wodny jeziora wynosi 100 km². 42% działu wodnego to uprawy rolne, 33% jest zalesione, a 9% to łąki. Tereny podmokłe i inne wody stanowią ok. 13% działu wodnego. Prawie połowa domów znajdujących się na obszarze działu wodnego jeziora mieści się na jego brzegu lub w jego pobliżu.
Wg Environmental Protection Agency, jezioro jest dotknięte zanieczyszczeniami pochodzącymi z rolnictwa, erozji gleb oraz pochodzącymi z terenów zamieszkałych. Zanieczyszczenia z tych źródeł obejmują pestycydy, nawozy, sedymentację gleb po erozji oraz spływy z placów budowy oraz z systemów septycznych.

## Historia
Nazwa Otisco może pochodzić od irokezyjskiego określenia dla Nine Mile Creek, rzeki wypływającej z jeziora, Us-te-ke, oznaczającego orzesznika gorzkiego. Jedna z map z 1825 roku określa jezioro jako Ostisco. Nazwa jeziora może również pochodzić od słowa ostickney, oznaczającego wysuszone miejsce bądź od onondaskiego określenia ostick, oznaczającego niską wodę. 
Przed osiedleniem się europejskich osadników, jezioro było wykorzystywane jako źródło pożywienia, nie jest jednak wiadome, czy nad jeziorem istniały jakiekolwiek osady ludności tubylczej. 
W 1869 r. jezioro zostało powiększone poprzez budowę zapory w pobliżu ujścia rzeki Nine Mile Creek, co umożliwiło wykorzystanie zbiornika jako część kanału Erie. Budowa zapory podniosła poziom wody o 2,7 m, przez co jezioro zalało drogę znajdującą się na południowym krańcu jeziora. Aby odbudować drogę zbudowano groblę z pni choin kanadyjskich. Grobla ta została uszkodzona podczas jednej z burz, odbudowano ją dopiero w 1983 r.
Jezioro jest wykorzystywane jako źródło wody pitnej dla mieszkańców południowego i wschodniego wybrzeża jez. od 1908. W 1909 r. poziom wody w jeziorze zwiększył się o 1,2 m, ponieważ tama wybudowana w 1869 r. została powiększona w celu zwiększenia pojemności jeziora. Obecnie użytkowanie jeziora jako źródła wody pitnej jest kontrolowane przez władze lokalne w hrabstwie Onondaga. W 2011 przepływ wody w jeziorze wynosił 65 400 000 litrów dziennie.

## Fauna
Jezioro zamieszkują: bassy wielkogębowe, bassy małogębowe, sandacze amerykańskie, Tiger muskellunge, Salmo trutta, bassy niebieskie, bassy słoneczne, bassy czerwonookie, Pomoxis nigromaculatus, Pomoxis annularis, okonie żółte, morony białe, sumiki kanałowe, sumiki karłowate, Ameiurus natalis, karpie, Catostomus commersonii, Notemigonus crysoleucas oraz alozy tęczowe.
Jezioro zamieszkują inwazyjne racicznice zmienne, które zostały wprowadzone do wód jeziora przez żeglarzy.